# Пахомов, Василий Никитич
Васи́лий Ники́тич Пахо́мов (1909 — ?) — советский оператор и режиссёр документального кино. Лауреат двух Сталинских премий третьей степени (1952, 1953). 

## Биография
Родился 26 декабря 1908 (8 января 1909 год)а. В 1931 году окончил операторский факультет ВГИКа. С 1931 года на «Моснаучфильме». Снимал в основном научно-популярные фильмы. Член ВКП(б) с 1941 года.

## Фильмография

### Операторские работы
- 1936 — «Ворошиловский стрелок»
- 1943 — «Мессершмитт-109 и борьба с ним»
- 1948 — «По Волге»
- 1950 — «Опыт машиниста Бредюка»; «Новая система орошения»
- 1951 — «На механизированной ферме»; «Ставропольская овца»
- 1959 — «Рассказ о молоке»
- 1967 — «Город солнца»
- 1968 — «Горький в Нижнем Новгороде»

### Режиссёрские работы
- 1960 — «Для наших детей»
- 1961 — «Звезда над фермой»
- 1965 — «Для вас, химики»

## Награды и премии
- Медаль «За трудовую доблесть» (14 апреля 1944 года) — за успешную работу в области советской кинематографии в дни Отечественной войны и выпуск высокохудожественных кинокартин[1].
- Сталинская премия третьей степени (1952) — за киножурнал «Новости сельского хозяйства» (1951; № 1—12)
- Сталинская премия третьей степени (1953, секретная) — за создание документальных кинофильмов по испытаниям изделий РДС-6с, РДС-4 и РДС-5[2].